# Amphiblemma amoenum
Amphiblemma amoenum är en tvåhjärtbladig växtart som beskrevs av Jacq.-fel.. Amphiblemma amoenum ingår i släktet Amphiblemma och familjen Melastomataceae. IUCN kategoriserar arten globalt som starkt hotad. Inga underarter finns listade i Catalogue of Life.